# ماتيو كلاين
ماتيو كلاين هو سياسي فرنسي، ولد في 20 يناير 1976 في Phalsbourg ‏ في فرنسا. نشط حزبياً في الحزب الاشتراكي.

## مناصب
- انتخب mayor of Nancy ‏ خلال فترته النيابية ‏ (5 يوليو 2020 – ).
- انتخب  لترشحه ضمن قائمة نانسي، خلال فترته النيابية ‏ (30 مارس 2014 – ).
- انتخب  خلال فترته النيابية ‏ (28 يونيو 2020 – ).
- انتخب member of the departmental council of Meurthe-et-Moselle ‏ عن دائرة كانتون نانسي-2  [لغات أخرى]‏ وقد انضم خلال فترته النيابية ‏ (2 أبريل 2015 – ) للكتلة البرلمانية .